# Мильновский сельский совет (Зборовский район)
Мильновский сельский совет (укр. Мильнівська сільська рада) — входит в состав
Зборовского района
Тернопольской области
Украины.
Административный центр сельского совета находится в 
с. Мильно.

## История
- 1939 — дата образования.

## Населённые пункты совета
- с. Мильно
- с. Блих